# Cluniculus
Cluniculus is een geslacht van uitgestorven zee-egels uit de familie Clypeidae. Vertegenwoordigers van dit geslacht zijn slechts als fossiel bekend.